# Pterolophia thibetana
Pterolophia thibetana är en skalbaggsart som beskrevs av Maurice Pic 1925. Pterolophia thibetana ingår i släktet Pterolophia och familjen långhorningar.
Artens utbredningsområde är Tibet. Inga underarter finns listade i Catalogue of Life.